# Carex deinbolliana
Carex deinbolliana là một loài thực vật có hoa trong họ Cói. Loài này được J.Gay mô tả khoa học đầu tiên năm 1839.